# NGC 7727
NGC 7727 là tên của một thiên hà bất thường nằm trong chòm sao Bảo Bình.

## Điểm đặc biệt
Thiên hà này cách Ngân Hà của chúng ta một khoảng cách là 76 triệu năm ánh sáng và có bề ngoài bất thường. Nó bất thường là do nó có những cấu trúc có hình dáng giống như lông chim và một vài luồng vật chất có hình dạng bất thường. Nó nằm trong bản đồ các thiên hà bất thường của nhà thiên văn học người Mĩ Halton Arp với số thứ tự 222 và được phân loại là "thiên hà có nhánh xoắn ốc vô định hình".
Thiên hà này là kết quả của sự hợp thành 2 thiên hà xoắn ốc diễn ra cách đây 1 tỉ tỉ năm trước. Những cấu trúc lông chim và các luồng vật chất ở trên là phần còn lại của hai cái đĩa thiên hà xoắn ốc trước đó.
Có hai vật thể nhìn giống ngôi sao được nhìn thấy ở vùng trung tâm của NGC 7727. Ít nhất một trong hai vật thể đó trước đây là nhân của một trong hai thiên hà đã va chạm và tạo thành NGC 7727. Thêm nữa, 23 vật thể nhìn giống với những cụm sao cầu hình thành trong vụ va chạm có thể được tìm thấy trong thiên hà này.
NGC 7727 thì rất giống với NGC 7252, một thiên hà hình thành từ sự va chạm của hai thiên hà nằm trong cùng một chòm sao. Tuy nhiên, hàm lượng Hydro của chúng thì chênh lệch nhau. Trong tương lại, NGC 7727 sẽ trở thành một thiên hà elip có rất ít bụi vũ trụ và sự hình thành sao.

## Dữ liệu hiện tại
Theo như quan sát, đây là thiên hà nằm ở trong chòm sao Bảo Bình và dưới đây là một số dữ liệu khác:
- Xích kinh 23h 39.9m[1]
- Xích vĩ −12° 17′ 34″[1]
- Cấp sao biểu kiến 11.5[1]
- Kích thước biểu kiến 4.7′ × 3.5′[1]
- Loại thiên hà SAB(s)a pec[1]